# Golica
Le Golica est un sommet des Alpes, à 1 834 m, dans les Karavanke, à la frontière entre l'Autriche et la Slovénie.